# Saint-Quentin-les-Marais
Saint-Quentin-les-Marais település Franciaországban, Marne megyében. Lakosainak száma 118 fő (2022. január 1.). Saint-Quentin-les-Marais Bassuet, Changy, Couvrot, Merlaut, Saint-Lumier-en-Champagne és Vitry-en-Perthois községekkel határos.

## Népesség
A település népessége az elmúlt években az alábbi módon változott:
| Lakosok száma | 84   | 88   | 111  | 121  | 132  | 137  | 139  | 129  | 124  | 118  |
|               | 1968 | 1982 | 1990 | 2006 | 2013 | 2015 | 2017 | 2019 | 2020 | 2022 |